# Jet Marte
Jet Marte (ジェッターマルス Jetta Marusu?) (también conocida como Jet Marte, el niño biónico) es una serie de anime y manga escrita e ilustrada por Osamu Tezuka. Originalmente fue planeada por Tezuka como un reinicio a color de la adaptación animada de su popular manga Astro Boy, sin embargo, circunstancias desfavorables durante la fase de preproducción del proyecto lo llevaron a abandonarlo de forma temporal y crear a Jet Marte en su lugar. A pesar de que se mantiene como una de las obras menos conocidas de Tezuka, ganó un gran número de seguidores y es recordado con cariño.

## Argumento
Ambientada en el año 2015, es la historia de Marte, un robot que tiene diversas preocupaciones y que crece como un niño. El nombre de Marte es por el dios de la guerra de la mitología romana. El Dr. Yamanoue, creador del cuerpo de Marte, trata de usar el robot para propósitos militares, mientras que el Dr. Kawashimo (en Hispanoamérica el Dr. Sopa), creador de la inteligencia artificial de Marte, se opone fuertemente a esa idea.
Esta es la historia de un androide que se debate entre su "cuerpo para combatir" y su "corazón para amar". El concepto del conflicto entre dos fundamentos distintos dentro de una persona es una de las temáticas preponderantes de Tezuka.

## Personajes de la serie
Jet Marte: Robot construido originalmente como un robot bélico, cuyo sistema de inteligencia artificial lo hace ser muy humano y estar constantemente cuestionando sus impulsos destructivos y guiar su poderosa fuerza.

Miri (en Hispanoamérica Milly):  Robot femenino creado por el Dr. Kawachi. Es la protectora de Marte y Melchi. Posee un poder especial consistente en regenerar robots y máquinas destrozadas devolviéndolas a su estado original.

Dr. Yamanoue: Creador del cuerpo de Marte. Marte lo ve como su padre. Desaparece al quedar enterrado bajo tierra mientras se realizaban unas pruebas atómicas y se le da por muerto.

Melchi: Hermano menor de Marte, también un robot. Tiene el cuerpo de un bebé y no habla. Tiene una desproporcionada fuerza física para su tamaño y cada vez que hace uso de ella, exclama "¡¡Bakaruchi!!"

Dr. Kawachi (en Hispanoamérica el Dr. Sopa): Creador del super-cerebro electrónico de Marte y a la vez creador de su hija robot Miri.

## Serie televisiva
27 episodios de 23 minutos de duración, y emitidos por Fuji TV. Su fecha de emisión en Japón fue del 5 de marzo de 1978 al 15 de octubre de 1978, los días jueves de 7:00 - 7: 30 P. m.

### Lista de Episodios
1. El Nacimiento
2. Los Vengadores
3. ¿Por qué lloras, Marte?
4. ¡Adiós, Hermano!
5. El Gran Robot Marte
6. Una Chica en el país de los Sueños
7. ¡Milly ha desaparecido!
8. ¿Dónde has ido papá?
9. La Lámpara se alimenta de Carroña
10. ¡Mi hermano se llama Melchi!
11. Marte va a la escuela
12. Al Señor Bond le desagrada Marte
13. La Robot Miel
14. Un Vampiro del Universo
15. Morter, el Maravilloso amigo de Melchi
16. El Misterioso Planeta Sasa
17. El Samurái de la Séptima Era
18. La Resurrección de un antiguo Robot
19. El primer amor de Marte
20. Marte se convierte en Joven Jefe
21. Jou, el Robot con brazo de Bala de Cañón
22. Canción de cuna de un Androide
23. El Robot errante
24. La Segunda Milly
25. El Lobo blanco
26. El Regreso de Sayonara
27. Vuelo hacia la Felicidad

## Personal
- Idea Original y Adaptación: Osamu Tezuka
- Planeamiento: Bessho Koji (Fuji TV), Tamiya Takeshi
- Jefe de la producción: Ono Kiyoshi (primera parte), Sugawara Yoshiro (última parte)
- Línea de la historia de la serie: Maruyama Masao
- Guion: Tsuji Masaki, Yukimuro Shunichi, Suzuki Yoshitake, y Yamamoto Masaru
- Director: Rintaro
- Interpretación: Chiba Sumiko (Hirata Toshio), Ishiguro Noboru, Mizusawa Wataru, Hata Masami, Sasaki Katsutoshi, Serizawa Yugo
- Supervisor de diseño de caracteres: Sugino Akio
- Director de animación: Sugino Akio, Mori Toshio, Jingu Satoshi, Akira Daikuhara, Kashima Tsuneyasu, Mibu Wataru, Ashida Toyoo
- Ajuste del arte: Takamura Mukuo
- Arte: Kawamoto Shohei, Takamura Mukuo, Kubota Tadao
- Cámara: Sugaya Masaaki
- Edición: Hanai Masaaki
- Director audio: Koide Ryosuke (Arts Pro)
- Grabación: Tanaka Hideyuki
- Cooperación de la producción: Mad House
- Producción: Fuji TV, Toei (Toei Animation)
- Música: Koshibe Nobuyoshi
- Canciones: "Mars 2015", voces de Stephen Toto y Koorogi '73. "Boy Mars", voces de Kumiko Ōsugi y Stephen Toto. "Good night Mars", voces de Kumiko Ōsugi, letra de Akira Ito y música de Nobuyoshi Koshibe.
- Música: Go Misawa, voces: Young Stars

## Doblaje
- Canciones : Susana Klein

Fue doblada al español para Latinoamérica en Buenos Aires, Argentina por el mismo estudio que doblaba paralelamente Candy Candy, por consiguiente el elenco del doblaje es el mismo.